# آلن بیکر (بازیکن فوتبال)
آلن بیکر (انگلیسی: Alan Baker؛ زادهٔ ۲۲ ژوئن ۱۹۴۴) بازیکن فوتبال اهل بریتانیا است.
از باشگاه‌هایی که در آن بازی کرده‌است می‌توان به باشگاه فوتبال والسال و باشگاه فوتبال استون ویلا اشاره کرد.
وی همچنین در تیم ملی فوتبال England Schoolboys بازی کرده‌است.